# العبل الشواهرة (ولد ربيع)

تعديل مصدري - تعديل

العبل الشواهرة هي إحدى قرى عزلة قيفه ال مهدي بمديرية ولد ربيع التابعة لمحافظة البيضاء، بلغ تعداد سكانها 686 نسمة حسب تعداد اليمن لعام 2004.